# Coleia
La coleia (gen. Coleia) è un crostaceo decapode appartenente alla superfamiglia degli erionoidei (Eryonoidea). Visse tra il Triassico superiore e il Cretaceo inferiore (215 – 120 milioni di anni fa). I suoi resti sono stati ritrovati in Europa (Inghilterra, Francia, Germania, Italia), in Siberia orientale, in Giappone e in India.

## Descrizione
Questo crostaceo, lungo una dozzina di centimetri, al contrario del resto della maggior parte dei decapodi possedeva una forma compressa, larga e appiattita. Il cefalotorace era incastonato in un carapace subtrapezoidale dotato di una carena longitudinale e di un paio di solchi trasversali ben marcati. Alcune specie possedevano un carapace ornato da granulazioni o spine, e il margine frontale possedeva a volte lunghe spine. Le antenne e le antennule erano corte, mentre la coda (telson) era triangolare e affiancato da due strutture simili a lame, come si riscontra anche in Eryon. Le chele variavano molto da specie a specie; di solito erano allungate e sottili, ma in alcune forme (come Coleia popeyei) erano insolitamente robuste nella parte anteriore.

## Habitat

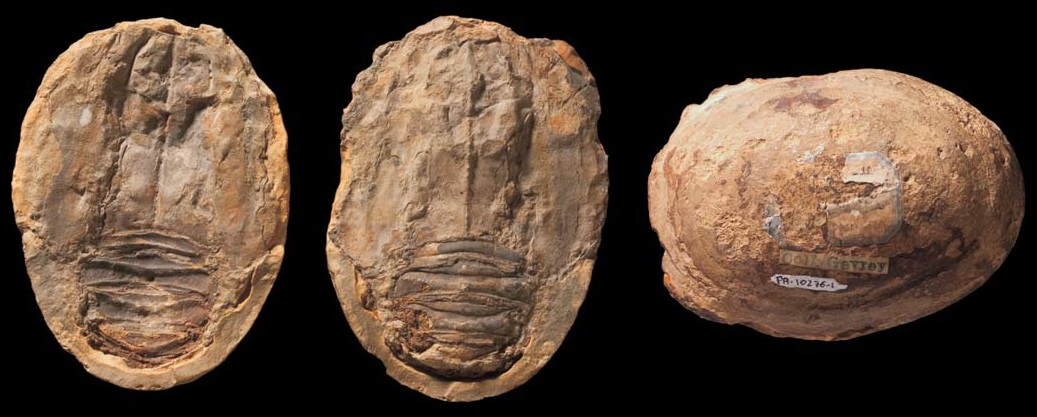
Fossile di Coleia gigantea

La coleia, come anche Eryon e Cycleryon, era un abitante di bassi fondali e di acque costiere. Gli erionidei attuali, invece, abitano acque profonde e solo occasionalmente risalgono la scarpata continentale a 200 metri di profondità. Le larve fossili degli erioneidi sono note come Eryoneicus e possono raggiungere anche la lunghezza di sette centimetri.

## Fossili
Numerosi fossili ben conservati di Coleia, appartenenti a una moltitudine di specie, sono stati rinvenuti in vari giacimenti europei. In Italia il più noto è quello di Osteno, che conserva, tra gli altri, numerosi esemplari completi appartenenti alle specie Coleia mediterranea e C. viallii.